# Championnat d'Espagne de rink hockey
La OK Liga est la compétition qui confronte les meilleures équipes professionnelles de rink hockey d'Espagne.
La première saison de la ligue espagnole de rink hockey remonte à 1969-1970. La compétition est désormais appelée OK Liga.
Le champion et les meilleures équipes de la OK Liga disputent la saison suivante la Ligue Européenne. Les équipes suivantes et le vainqueur de la Coupe d'Espagne disputent la Coupe CERS.
Le palmarès est largement dominé par les clubs catalans. Une domination contestée seulement à sept reprises par le club galicien de Liceo de La Corogne. Le club le plus titré est le FC Barcelone avec 31 titres.

## Historique
| Édition | Saison    | Champion            | Vice-champion       |
| ------- | --------- | ------------------- | ------------------- |
| 1       | 1969-1970 | Reus Deportiu       | AA Noia             |
| 2       | 1970-1971 | Reus Deportiu       | AA Noia             |
| 3       | 1971-1972 | Reus Deportiu       | FC Barcelone        |
| 4       | 1972-1973 | Reus Deportiu       | HC Sentmenat        |
| 5       | 1973-1974 | FC Barcelone        | CP Voltregà         |
| 6       | 1974-1975 | CP Voltregà         | FC Barcelone        |
| 7       | 1975-1976 | CP Voltregà         | CP Vilanova         |
| 8       | 1976-1977 | FC Barcelone        | Reus Deportiu       |
| 9       | 1977-1978 | FC Barcelone        | CP Voltregà         |
| 10      | 1978-1979 | FC Barcelone        | Reus Deportiu       |
| 11      | 1979-1980 | FC Barcelone        | CP Tordera          |
| 12      | 1980-1981 | FC Barcelone        | AA Noia             |
| 13      | 1981-1982 | FC Barcelone        | Liceo de La Corogne |
| 14      | 1982-1983 | Liceo de La Corogne | FC Barcelone        |
| 15      | 1983-1984 | FC Barcelone        | CP Tordera          |
| 16      | 1984-1985 | FC Barcelone        | Liceo de La Corogne |
| 17      | 1985-1986 | Liceo de La Corogne | FC Barcelone        |
| 18      | 1986-1987 | Liceo de La Corogne | FC Barcelone        |
| 19      | 1987-1988 | AA Noia             | Liceo de La Corogne |
| 20      | 1988-1989 | Igualada HC         | Liceo de La Corogne |
| 21      | 1989-1990 | Liceo de La Corogne | Igualada HC         |
| 22      | 1990-1991 | Liceo de La Corogne | Igualada HC         |
| 23      | 1991-1992 | Igualada HC         | Liceo de La Corogne |
| 24      | 1992-1993 | Liceo de La Corogne | Igualada HC         |
| 25      | 1993-1994 | Igualada HC         | FC Barcelone        |
| 26      | 1994-1995 | Igualada HC         | FC Barcelone        |
| 27      | 1995-1996 | FC Barcelone        | Liceo de La Corogne |
| 28      | 1996-1997 | Igualada HC         | FC Barcelone        |
| 29      | 1997-1998 | FC Barcelone        | CP Vic              |
| 30      | 1998-1999 | FC Barcelone        | Liceo de La Corogne |
| 31      | 1999-2000 | FC Barcelone        | Liceo de La Corogne |
| 32      | 2000-2001 | FC Barcelone        | CP Vic              |
| 33      | 2001-2002 | FC Barcelone        | Igualada HC         |
| 34      | 2002-2003 | FC Barcelone        | CE Noia             |
| 35      | 2003-2004 | FC Barcelone        | Igualada HC         |
| 36      | 2004-2005 | FC Barcelone        | Reus Deportiu       |
| 37      | 2005-2006 | FC Barcelone        | Reus Deportiu       |
| 38      | 2006-2007 | FC Barcelone        | Reus Deportiu       |
| 39      | 2007-2008 | FC Barcelone        | Reus Deportiu       |
| 40      | 2008-2009 | FC Barcelone        | Liceo de La Corogne |
| 41      | 2009-2010 | FC Barcelone        | Liceo de La Corogne |
| 42      | 2010-2011 | Reus Deportiu       | Liceo de La Corogne |
| 43      | 2011-2012 | FC Barcelone        | Liceo de La Corogne |
| 44      | 2012-2013 | Liceo de La Corogne | FC Barcelone        |
| 45      | 2013-2014 | FC Barcelone        | Liceo de La Corogne |
| 46      | 2014-2015 | FC Barcelone        | Liceo de La Corogne |
| 47      | 2015-2016 | FC Barcelone        | CP Vic              |
| 48      | 2016-2017 | FC Barcelone        | Reus Deportiu       |
| 49      | 2017-2018 | FC Barcelone        | Liceo de La Corogne |
| 50      | 2018-2019 | FC Barcelone        | Liceo de La Corogne |
| 51      | 2019-2020 | FC Barcelone        | Liceo de La Corogne |
| 52      | 2020-2021 | FC Barcelone        | Liceo de La Corogne |
| 53      | 2021-2022 | Liceo de La Corogne | Reus Deportiu       |
| 54      | 2022-2023 | FC Barcelone        | Liceo de La Corogne |
| 55      | 2023-2024 | FC Barcelone        | CE Noia             |
| 56      | 2024-2025 | FC Barcelone        | Liceo de La Corogne |

## Palmarès par équipe
| Équipe                   | Titres gagnés |
| ------------------------ | --- |
| FC Barcelone             | 35 (1973-1974, 1976-1977, 1977-1978, 1978-1979, 1979-1980, 1980-1981, 1981-1982, 1983-1984, 1984-1985, 1995-1996, 1997-1998, 1998-1999, 1999-2000, 2000-2001, 2001-2002, 2002-2003, 2003-2004, 2004-2005, 2005-2006, 2006-2007, 2007-2008, 2008-2009, 2009-2010, 2011-2012, 2013-2014, 2014-2015, 2015-2016, 2016-2017, 2017-2018, 2018-2019, 2019-2020, 2020-2021, 2022-2023, 2023-2024, 2024-2025) |
| Liceo de La Corogne      | 8 (1982-1983, 1985-1986, 1986-1987, 1989-1990, 1990-1991, 1992-1993, 2012-2013, 2021-2022) |
| Igualada HC              | 5 (1988-1989, 1991-1992, 1993-1994, 1994-1995, 1996-1997) |
| Reus Deportiu            | 5 (1969-1970, 1970-1971, 1971-1972, 1972-1973, 2010-11) |
| CP Voltregà              | 2 (1974-1975, 1975-1976) |
| AA Noia (actuel CE Noia) | 1 (1987-1988) |
| Total                    | 55 |